# 杉本麻紀 (アナウンサー)
杉本 麻紀（すぎもと まき）は、日本放送協会 (NHK) の契約キャスター。

## 概要
岩手県で出生の後、福島県福島市で育つ。放送関係の仕事に就く前、2006年度のミスピーチキャンペンクルーを務めたことがある。
2011年からNHKの契約キャスターを務めており、同年4月からNHK福島放送局の番組に3年間、2014年4月からNHK BS1の番組に3年間出演した。2019年4月にNHK福島放送局のキャスターに復任し、同局の『おはようふくしま』ほかで1年間ニュースを担当した。

## 担当番組

### テレビ番組
- ふくみみ（NHK福島放送局、2011年度[3]・2012年度）
- はまなかあいづToday（NHK福島放送局、2013年度）
- 震災から3年 "明日へ"コンサート（NHK総合テレビ/NHK BSプレミアム、2014年3月10日） - 福島市会場司会
- BS列島ニュース（NHK BS1、2014年度 - 2016年度）
- NHK BSニュース（NHK BS1、2014年度[6] - 2016年度）
- 月刊！ジョセイメセン（NHK BS1、2017年4月29日）[7]
- おはようふくしま（NHK福島放送局、2019年度） - ニュース担当